# دوري قرغيزستان لكرة القدم 2002
دوري قيرغيزستان لكرة القدم 2002 هو الموسم 11 من دوري قيرغيزستان لكرة القدم. كان عدد الأندية المشاركة فيه 10، وفاز فيه FC Alga Bishkek ‏.